# Guillermo Fernández Álvarez
Luis Guillermo Fernández Álvarez (San José, Costa Rica, 14 de diciembre de 1962), más conocido como Guillermo Fernández, es un escritor, novelista y cuentista costarricense, considerado como uno de los escritores contemporáneos más importantes de la última década. Actualmente se desempeña como profesor universitario de la Universidad Nacional de Costa Rica.
El autor cuenta con un historial literario de gran aporte a la educación costarricense. Como tal, cuatro de sus obras están recomendadas, a la fecha, por el Ministerio de Educación Pública (MEP): «Efecto invernadero», «Hagamos un ángel», «Babelia» y «Tu nombre será borrado del mundo».

## Biografía

### Primeros años
Guillermo Fernández nació el 14 de diciembre de 1962 entre los suburbios de San José, Costa Rica. Su trayectoria literaria se inició desde muy joven cuando, en 1982, se le concede el Premio Joven Creación a su poemario «La mar entre las islas», con el beneplácito de Isaac Felipe Azofeifa como uno de los jurados.
Realizó sus estudios en la escuela de Filosofía y Lingüística en la Universidad de Costa Rica y es magíster en Docencia Universitaria. Se ha desempeñado como editor, profesor y consultor en temas de capacitación. Además, ha sido representante de Costa Rica en el Festival Internacional de Poesía de Medellín, Colombia, en el año 1998, y en la Feria Internacional del Libro, México, durante el año 2015.

### Carrera como escritor
Guillermo Fernández es un autor en su etapa de madurez, que ha llegado a comprender la literatura como expresión y como vehículo de un plan vital. Pertenece a ese grupo de escritores para quienes la alternativa es «o escribo o me muero». Dentro de su trayectoria como novelista, poeta y escritor en general, se encuentran diversas obras posmodernas con fuertes temáticas sociales, psicológicas y filosóficas, explorando desde lo utópico hasta lo distópico.

#### «Babelia», su primera novela, 2006
La primera novela escrita por Guillermo Fernández fue «Babelia», la cual publicó recién en 2006. La novela ha sido denominada por algunos críticos como una novela de «espacio», donde el narrador omnisciente conduce las acciones dentro de un doble espacio: el físico que utiliza el mall y el pueblo de Desamparados, y el psicológico que describe un mundo lleno de inseguridad, de intranquilidad y de enfrentamiento del sujeto con el mundo exterior producto del consumismo.

#### «Nebulosa.com», 2007
«Nebulosa.com» fue la segunda novela escrita por Guillermo Fernández, publicada en 2007 y caracterizada por ser una novela polifónica y paradigmática. Semeja un arco iris de voces que desde diferentes perspectivas e historias van dibujando ese caleidoscopio social que nos corresponde sufrir bajo esa programación casi permanente que las trasnacionales y capitalistas del mundo globalizado se han esmerado en crear para sus propios intereses económicos. Dicha obra se caracteriza también por no contar del todo con un narrador, sino con los personajes como únicas voces que el lector escucha.

#### «Ojos de muertos», 2012
Cinco años después, en 2012, Guillermo Fernández lanza su tercera novela titulada «Ojos de muertos», la cual se estructura como una novela policíaca que ha cobrado beligerancia en las letras nacionales durante esos últimos años. El relato sumerge al lector como el principal investigador, pero no de la captura de algún criminal, sino de los indicios textuales, semánticos, voces, frases y visiones desimanadas por todo el texto, para que le permitan descubrir finalmente la polisemia enmarañada de la novela.

#### «Tu nombre será borrado del mundo», 2013
Para el año 2013, Guillermo Fernández hace público su libro «Tu nombre será borrado del mundo», el cual lo hace acreedor del premio Aquileo J. Echeverría de Literatura en Cuento apenas un año después. El mismo consiste en una propuesta de ocho relatos que abordan distintos dilemas axiológicos del ser humano.
El libro aborda las cavilaciones humanas, sus reflexiones internas y filosóficas ante el mundo, nos presenta con el recurso de la ironía gestualidades humanas de personajes-espejos. Hace evidente la decadencia humana de la modernidad, su desesperanza e indiferencia ante mundos nuevos, ante la muerte, el amor, la amistad, el crimen. Cada personaje refleja su decadencia, enfrentado con el otro en el que se ve reflejado. Los personajes intentan reflexionar, pero caen en el abatimiento, no logran salir de su mutismo, no alcanzan la transformación por más que son conscientes de su decadencia. Desde el punto de vista de los temas se mezcla lo fantástico con lo realista, pero coinciden en la exploración psicológica de la condición contradictoria de los seres humanos.

#### «Te busco en las tinieblas», 2015
«Te busco en las tinieblas» es una de las obras más crudas y desgarradoras del autor Guillermo Fernández. Se trata de un proyecto estético y filosófico lanzado en 2015, donde evidencia cómo la muerte produce un límite más allá del cual solo existen las tinieblas, pero eso no quiere decir que las tinieblas no contaminen la vida: al contrario, eso es precisamente lo que ocurre. La vida se tiñe de tinieblas cuando la muerte aparece en el horizonte.
Los discursos que sostienen los personas son sólidos y creíbles, y la ideología imperante en sus palabras y las réplicas entre sí son dignas de una mirada atenta porque conducen a la reflexión casi involuntaria.
La obra profundiza en el dolor de perder a un ser querido y deja un final abierto en donde el lector es quien toma la decisión de lo que ocurre con el padre después de las tinieblas. Debido a su relato, esta obra es considerada como uno de los más grandes aciertos literarios del autor. “Aunque la vida no tenga sentido, el arte se esfuerza por encontrarle alguno”. 

#### «Hojas de ceniza», 2017
Entre los poemarios más importantes de Guillermo Fernández se encuentra «Hojas de ceniza», de 2017, cuyo contexto filosófico y emocional mantiene la crudeza de algunos de sus títulos previos, pero con figuras literarias que desencaminan los versos de lo esperado, sino más bien crean un entorno donde el lector se familiariza con lo que lee y siente cada palabra como una alerta en el pecho. Todo el libro busca responder a esa pregunta fundamental sobre qué formas de vida podrán crecer en esa tierra de ausencia.
Los poemas de este libro son pequeñas joyas hechas de barro y de luz que recuperan “lo único que no puede destruir tanta insidia”, “un camino abierto que nos conduce a lo que nunca se nos pudo arrebatar”. Hojas que perviven en el viento más frío, raíces aferradas en pétreos escombros que, sin embargo, sostienen la vida, llenándola de fuerza y de ternura.
Por la hondura de su tema y la eficacia en el tratamiento formal Hojas de ceniza marca un hito en la producción poética costarricense. Nos enseña que la poesía sirve para nombrar lo indecible. Y que lo puede hacer con dignidad y belleza al mismo tiempo.

#### «El ojo del mundo», 2019
Para el año 2019, Guillermo Fernández publica «El ojo del mundo», una obra donde el autor no solamente se nos revela como un estilista, al construir un universo narrativo preciso, justo, bien estructurado, cuidadosamente adornado por el buen gusto y la parquedad, sino que además propone escenarios que, aunque novedosos, no descuidan los viejos temas que han preocupado al hombre: el éxito, la verdad, el gesto humanitario, la necesidad de encontrar siempre a un culpable, la indispensable obsesión de la condena, el sentido de la superioridad, la importancia de los redentores frente a su posible irrelevancia.
Este título de Guillermo Fernández es una novela sobria y bien escrita sobre un tema profundo y metafísico, que en su fluidez narrativa siembra dudas e interrogantes a través del universo que construye, donde la trama en sí misma deja de ser importante y son los personajes con sus sospechas, sus ansiedades, su parte del mundo ajeno a ellos que desconocen los que los convierte en relevantes. Surge a partir de una extraordinaria, polémica y perturbadora fotografía que alcanza un premio harto reconocido y apetecido por miles: un buitre acecha y mira con desparpajo mientras espera la segura muerte de un niño famélico en un campo de refugiados de Sudán. Kevin Carter viajó al lugar y estuvo alrededor de una semana al sur del país para captar el encuadre en el que el ave y el niño nos cuentan una pavorosa historia sobre la hambruna y la depredación en África. “El hombre que ajusta su lente para tomar el encuadre correcto del sufrimiento podría ser un depredador, otro buitre en la escena”.
En este sentido, «El ojo del mundo» es una excelente novela de personajes, que muestra la flexibilidad que poseen estos personajes para moverse en diferentes escenarios y cómo el escenario de la guerra y la destrucción de una sociedad transicional, se convierte en la mejor metáfora para describir lo que ocurre en el ojo del mundo: la calma infinita que existe en el corazón mismo de una guerra, la transformación que se da, frente a lo que creemos ver, contrastado con lo que realmente se muestra y no podemos atrapar en su confusa totalidad.

#### «Los misterios del universo», 2022
Entre sus últimas obras se encuentra «Los misterios del universo», publicada en 2022. Se trata de un libro de siete cuentos que parecieran estar conectados y que rompen con la localidad. Nos presenta una obra exportable, de esas que no entrarían en conflictos trasfronterizos porque pueden ser leídos lo mismo en Europa o Sudamérica. La universalidad, el dominio del espacio y el dominio exquisito de la técnica narrativa aparecen claramente explícitos de principio a fin.
Considerado como un hito en nuestra narrativa, con una temática universal cargada de sensibles valores filosóficos, «Los misterios del universo» no ofrece soluciones, solo presenta situaciones, por lo que el lector es exigido a participar del proceso activo de la lectura si desea llegar a conclusiones o formularse hipótesis sobre la naturaleza de los acontecimientos que ocurren frente a sus ojos en el discurso narrativo. 
El libro combina la intriga, el misterio y la conjetura, creando tensión y curiosidad sobre el desarrollo de las historias con lo cual nuestro autor alcanza un gran nivel de madurez, al convertirse en un exquisito contador de historias.

#### «El vigilante en el espejo», 2024
La última novela de Guillermo Fernández del año 2024 se titula «El vigilante en el espejo», la cual nos cuenta la vida del historiador Donald Shaw, quien en medio del ajetreo de un momento de gran significación histórica vive y se tortura intentando poner orden en su pasado para con ello alcanzar la paz, si es que tal cosa existe mientras estamos vivos. Esta obra discurre en un espacio temporal mucho más amplio que tiene lugar en Nueva York durante los últimos diez o doce días del año de 1940, incluso asistiendo al cambio de año y recibiendo el 1941, leyendo las noticias sobre la invasión de los Nazis a Polonia, el bombardeo de Londres, el fantasma del comunismo que aterroriza a la seguridad estadounidense, incrementando el espionaje y la guerra sucia, y también los gérmenes del nuevo objeto de destrucción y transformación masivo, responsable del cambio mundial hasta nuestros días, como es la aplicación de la energía atómica con fines destructivos y de control político-militar. En medio de conspiraciones, espionaje, falsos perfiles y dobles personalidades.
Alabada por la crítica, «El vigilante en el espejo» se inserta en un momento crítico de la humanidad para construir una historia de individuos en permanente búsqueda de su verdad, donde por momentos se descubre que en ocasiones tanto las decisiones que toma la humanidad son tan erradas como las decisiones que un individuo asume en un momento de su proceso y que, años más tarde, confirmarán sus errores de elección, mostrando a su vez cuán equivocada puede ser la vida, apoyada en decisiones que parecieran las correctas en su momento, pero con el tiempo resultan ser insuficientes al existir escasez de los valores o elementos necesarios para escoger con justicia. La vida es siempre incompleta y las decisiones siempre se asumen a partir de componentes parciales, de hechos insuficientes, de lo cual se insinúa en el relato no hay capacidad de darse cuenta. La novela es fascinante y la acción narrativa se compone de acción, misterio, pasión, crimen, espionaje y búsqueda espiritual, gracias a lo cual el relato mantiene la atención a cada salto de página.

## Reconocimientos
Ha recibido los premios: Premio Joven Creación, otorgado por la Editorial Costa Rica, 1982; LIX Premio Juegos Florales de Guatemala, 1997 y el Premio Nacional de Poesía Aquileo J. Echeverría de Costa Rica en 1997 y en Cuento, 2014; Premio Nacional a la Mejor Novela, 2019, "El ojo del mundo". Premio Centroamericano de Literatura Rogelio Sinán 2020, Poesía, Universidad Tecnológica de Panamá, con el libro "El país de la última tarde".

## Enlaces
- Editorial Costa Rica
- Revista Matérika
- Poemas